# سد لا وینیا
سد لا وینیا (به اسپانیایی: Dique de La Viña) یک سد قوسی، سد و نیروگاه برقابی در آرژانتین است که در استان کوردوبا، آرژانتین واقع شده‌است.